# 第40回日劇學院賞
←第39回 - 第40回 - 第41回→
第40回日劇學院賞是針對2004年一到三月在日本播出的連續劇做出投票與評比，這一期一共有三十部連續劇被提名。

## 得獎名單

### 最優秀作品賞
1. 白色巨塔
2. 我和她們的生存之道
3. 砂之器
4. 冰上悍將
5. 開朗家族

### 主演男優賞
1. 中居正廣（砂之器）
2. 草彅剛（我和她們的生存之道）
3. 唐澤壽明（白色巨塔）

### 主演女優賞
1. 上戶彩（網球甜心）
2. 竹內結子（冰上悍將）
3. 石原里美（開朗家族）

### 助演男優賞
1. 渡邊謙（砂之器）
2. 上川隆也（白色巨塔）
3. 石坂浩二（白色巨塔）

### 助演女優賞
1. 美山加戀（我和她們的生存之道）
2. 松雪泰子（砂之器）
3. 小雪（我和她們的生存之道）

### 主題歌賞
1. 美夢成真：溫柔的吻（砂之器）
2. 皇后合唱團：I Was Born to Love You（冰上悍將）
3. 稻垣吾郎：Wonderful Life（我和她們的生存之道）

### 其他
- 新人俳優賞：美山加戀（我和她們的生存之道）
- 最佳服裝賞：米倉涼子（仙女達令）
- 腳本賞：橋部敦子（我和她們的生存之道）
- 監督賞：西谷弘、河野圭太、村上正典、岩田和行（白色巨塔）
- 劇中音樂賞：千住明（砂之器）
- 卡司賞：白色巨塔
- 片頭賞：中江功（冰上悍將）
- 電視週刊特別賞：「冰上悍將」的冰上曲棍球

## 投票結果

### 作品賞

#### 評審投票
1. 白色巨塔
2. 我和她們的生存之道
3. 砂之器

#### 電視記者投票
1. 白色巨塔
2. 我和她們的生存之道
3. 砂之器

#### 讀者投票
1. 砂之器
2. 我和她們的生存之道
3. 冰上悍將
4. 白色巨塔
5. 網球甜心
6. 烈火男兒
7. 致命一夜情
8. 開朗家族
9. 暴風雨之戀
10. 仙女達令

### 評審投票
1. 草彅剛（我和她們的生存之道）
2. 江口洋介（白色巨塔）
3. 唐澤壽明（白色巨塔）

### 電視記者投票
1. 唐澤壽明（白色巨塔）
2. 草彅剛（我和她們的生存之道）
3. 中居正廣（砂之器）

### 讀者投票
1. 中居正廣（砂之器）
2. 草彅剛（我和她們的生存之道）
3. 木村拓哉（冰上悍將）
4. 唐澤壽明（白色巨塔）
5. 山田孝之（烈火男兒）
6. 江口洋介（白色巨塔）
7. 長瀨智也（致命一夜情）
8. 山下智久（暴風雨之戀）
9. 藤井隆（亂步R）
10. 水谷豐（相棒）

### 主演女優賞

#### 評審投票
1. 石原里美（開朗家族）
2. 上戶彩（網球甜心）
3. 米倉涼子（仙女達令）、大河內奈奈子（牡丹與薔薇）

#### 電視記者投票
1. 上戶彩（網球甜心）
2. 石原里美（開朗家族）
3. 竹內結子（冰上悍將）

#### 讀者投票
1. 竹內結子（冰上悍將）
2. 上戶彩（網球甜心）
3. 石原里美（開朗家族）
4. 米倉涼子（仙女達令）
5. 松下由樹（麻辣嬌娃）
6. 小澤真珠（牡丹與薔薇）
7. 釋由美子（心魔大審判2）
8. 鶴田真由（戀愛的京都）
9. 江角真紀子（暴風雨之戀）
10. 大河內奈奈子（牡丹與薔薇）

### 助演男優賞

#### 評審投票
1. 渡邊謙（砂之器）
2. 石坂浩二（白色巨塔）
3. 上川隆也（白色巨塔）

#### 電視記者投票
1. 渡邊謙（砂之器）
2. 上川隆也（白色巨塔）
3. 西田敏行（白色巨塔）

#### 讀者投票
1. 渡邊謙（砂之器）
2. 坂口憲二（冰上悍將）
3. 大杉漣（我和她們的生存之道）
4. 內野聖陽（網球甜心）
5. 上川隆也（白色巨塔）
6. 市川染五郎（冰上悍將）
7. 小日向文世（我和她們的生存之道）
8. 佐藤隆太（冰上悍將）
9. 伊藤英明（白色巨塔）
10. 岸谷五朗（開朗家族）

### 助演女優賞

#### 評審投票
1. 松雪泰子（砂之器）
2. 小雪（我和她們的生存之道）
3. 淺野優子（開朗家族）、矢田亞希子（白色巨塔）

#### 電視記者投票
1. 美山加戀（我和她們的生存之道）
2. 夏木真理（仙女達令）
3. 松本莉緒（網球甜心）

#### 讀者投票
1. 松雪泰子（砂之器）
2. 美山加戀（我和她們的生存之道）
3. 小雪（我和她們的生存之道）
4. 石田百合子（冰上悍將）
5. 矢田亞希子（白色巨塔）
6. 松本莉緒（網球甜心）
7. 黑木瞳（白色巨塔）
8. MEGUMI（冰上悍將）
9. 京野琴美（砂之器）
10. 淺野優子（開朗家族）

### 主題歌賞

#### 評審投票
1. 海莉：奇異恩典（白色巨塔）
2. 美夢成真：溫柔的吻（砂之器）
3. 皇后合唱團：I Was Born to Love You（冰上悍將）

#### 電視記者投票
1. 美夢成真：溫柔的吻（砂之器）
2. 皇后合唱團：I Was Born to Love You（冰上悍將）
3. 稻垣吾郎：Wonderful Life（我和她們的生存之道）

#### 讀者投票
1. 美夢成真：溫柔的吻（砂之器）
2. 稻垣吾郎：Wonderful Life（我和她們的生存之道）
3. 皇后合唱團：I Was Born to Love You（冰上悍將）
4. 海莉：奇異恩典（白色巨塔）
5. 橘子新樂園：往回家的路~a road to home~（烈火男兒）
6. 小田和正：雪白（暴風雨之戀）
7. GLAY：時之水滴（心魔大審判2）
8. 東京小子：（致命一夜情）
9. 上戶彩：為了愛（網球甜心）
10. Tommy february6：MaGic in youR Eyes（仙女達令）